# Il Notturno di Chopin
Pour plus de détails, voir Fiche technique et Distribution.
Il Notturno di Chopin est un giallo italien réalisé par Aldo Lado et sorti en 2013.
Le film marque le retour derrière la caméra du réalisateur après un silence de plus de dix ans. La distribution est composée d'acteurs non professionnels.

## Synopsis
Une petite fille nommée Alessia joue au frisbee dans un parc municipal avec un petit ami. Mais lorsqu'elle court chercher l'objet derrière une haie, elle est enlevée. Quelques heures plus tard, elle se réveille enfermée dans un macabre donjon jonché de vieux journaux empilés. À l'intérieur, des gouttes tombent sans discontinuer des tuyaux, tandis qu'à l'extérieur, on entend le débit de la rivière près d'un barrage et on aperçoit un pont et une église.
La petite fille appelle sa mère et demande de l'aide, se souvenant peu à peu de ce qui s'est passé et de la main gantée pressée sur sa bouche. Elle succombe d'abord à la peur, mais parvient bientôt à construire son propre monde, en jouant ou en interagissant avec les quelques objets disponibles. À travers la grille qui la sépare du monde extérieur, elle aperçoit une femme à vélo, le cortège d'un enterrement et même l'hélicoptère de la police parti à sa recherche, mais ses appels à l'aide restent vains.
Les jours s'écoulent en alternant les humeurs, entre apparitions de sa mère dans ses rêves et tentatives de rébellion contre son destin, tandis qu'un Nocturne de Frédéric Chopin, joué à l'étage par un mystérieux homme au piano, ponctue le temps de son enfermement et étouffe sa voix. Une autre jeune fille, Michela, est amenée dans la pièce voisine. Peu après, on entend un homme entrer, un bruit sourd suivi d'un silence.
Le lendemain, le geôlier redescend l'escalier et ouvre lentement la porte ; la petite fille, qui attend contre le mur, s'imagine un instant sur le pont, fugitive et libre, mais ce n'est qu'une illusion. La porte se referme derrière le ravisseur et le cri de la petite fille se fait entendre.

## Fiche technique
- Titre original : Il Notturno di Chopin[1]
- Réalisation : Aldo Lado
- Scénario : Aldo Lado
- Photographie : Felice De Maria
- Montage : Aldo Lado
- Musique : Frédéric Chopin
- Décors : Alessandra Rapattoni
- Production : Manlio Gomarasca, Aldo Lado
- Société de production : Angera Films
- Pays de production :  Italie
- Langue originale : italien
- Format : couleur
- Genre : giallo
- Durée : 80 minutes
- Dates de sortie : 
  - Italie : 1er mars 2013

## Distribution
- Sofia Vercellin : Alessia, la jeune fille enlevée
- Silvia Bruera : la mère d'Alessia
- Alessia Ronzani :
- Manlio Gomarasca : ouvrier
- Alfredo Rota :
- Michael Rota :
- Bistecca : lui-même
- Luca Maragno :
- Bruno Williams Cavegna :
- Davide Pulici : prêtre lors du cortège funèbre
- Chiara Temperato :
- Roger Fratter :
- Mauro Gervasini :
- Liana Volpi :
- Renato Ciuffo :
- Franca Gonella : femme promenant son chien dans le parc